# Банки, Серафин
Серафин Банки (итал. Séraphin Banchi; ?, Флоренция — около 1622, Париж) — доминиканец, посол герцога Тосканского во Франции.

## Биография
В 1593 году Серафин Банки был отправлен герцогом Тосканским Фердинандом I с посольством во Францию. В Лионе Банки познакомился с Пьером Барриером, который посвятил его в свой план убийства Генриха IV, но тосканский посол предупредил об этом короля и спас его таким образом от смерти. Когда доминиканцу в вознаграждение было предложено епископство Ангулемское, он его не принял и удовольствовался пенсией, которую почти целиком обращал на благотворительные цели.
Оставшиеся после Банки сочинения все касаются упомянутого выше факта:
- «Apologie contre les jugements téméraires de ceux qui ont pensée servir la religion en faisant assassiner le roi de France» (Париж, 1596)
- «Histoire prodigieuse d’un detestable parricide, entrepris sur la personne du roi de France, et comme il eu fut miraculeusement garanti» (Париж, 1598)
- «Rosaire spirituel de la Sacrée Vièrge Marie» (Париж, 1610)

В сочинении «Rosaire spirituel de la Sacrée Vièrge Marie» Банки опровергает мнение, будто он воспользовался исповедью для раскрытия замыслов Барриера.